# Museu de l'Or
El Museu de l'Or del Banc de la República de Colòmbia és una institució pública que té com a finalitat l'adquisició, conservació i exposició de peces d'orfebreria i terrisseria de cultures indígenes del període precolombí de l'actual Colòmbia, compta amb més de 30.000 peces fetes d'or, 20.000 d'objectes lítics, ceràmics, pedres i tèxtils pertanyents a les cultures Quimbaya, Calima, Tairona, Zenú, Muisca, Tolima, Tumaco entre d'altres.
Aquest museu està situat al centre històric de Bogotà a prop de l'estació de TransMilenio Museo del Oro.
Disposa de la col·lecció d'orfebreria prehispànica més gran del món, amb aproximadament 34000 peces d'or i tumbaga, prop de 25.000 objectes de ceràmica, pedra, petxina, pinyol i tèxtils. Exposa peces de diferents cultures indígenes assentades a l'actual Colòmbia abans de l'arribada dels europeus, entre les quals destaquen la calima, els muisques, el nariño, la quimbaya, la zenú, la tairona, la sant agustí, la tierradentro, la tumaco, entre altres coses.

## Galeria

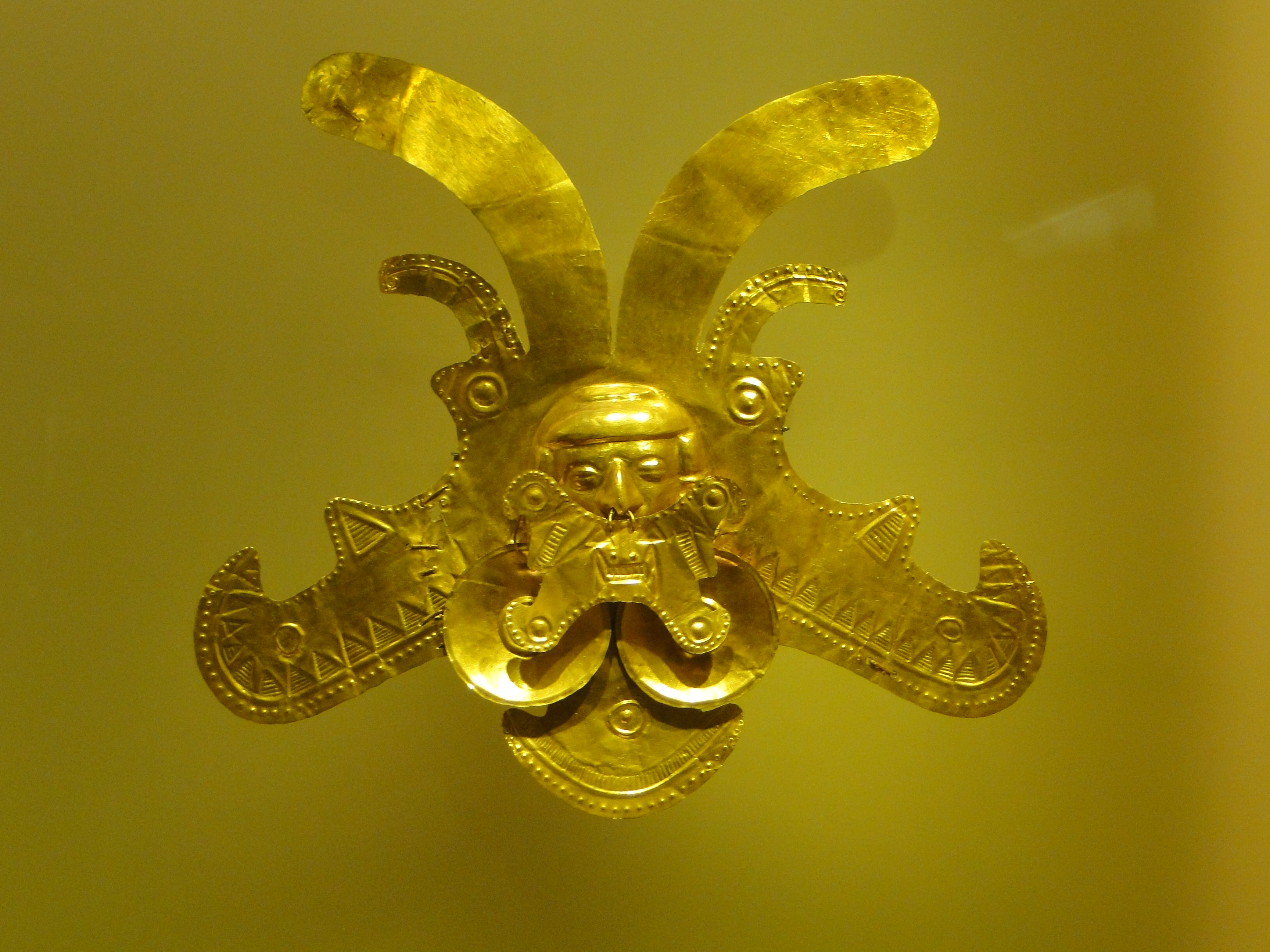
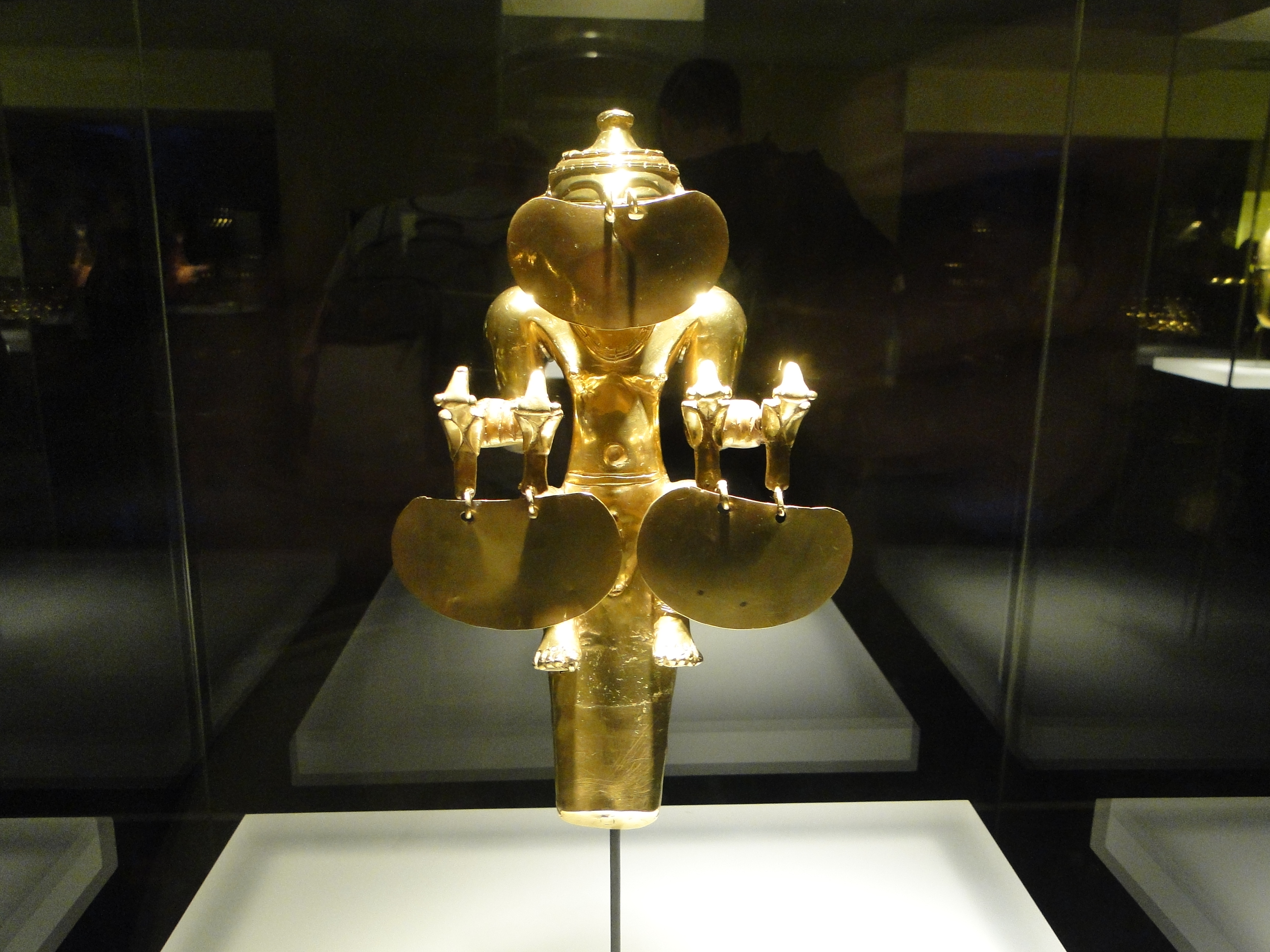
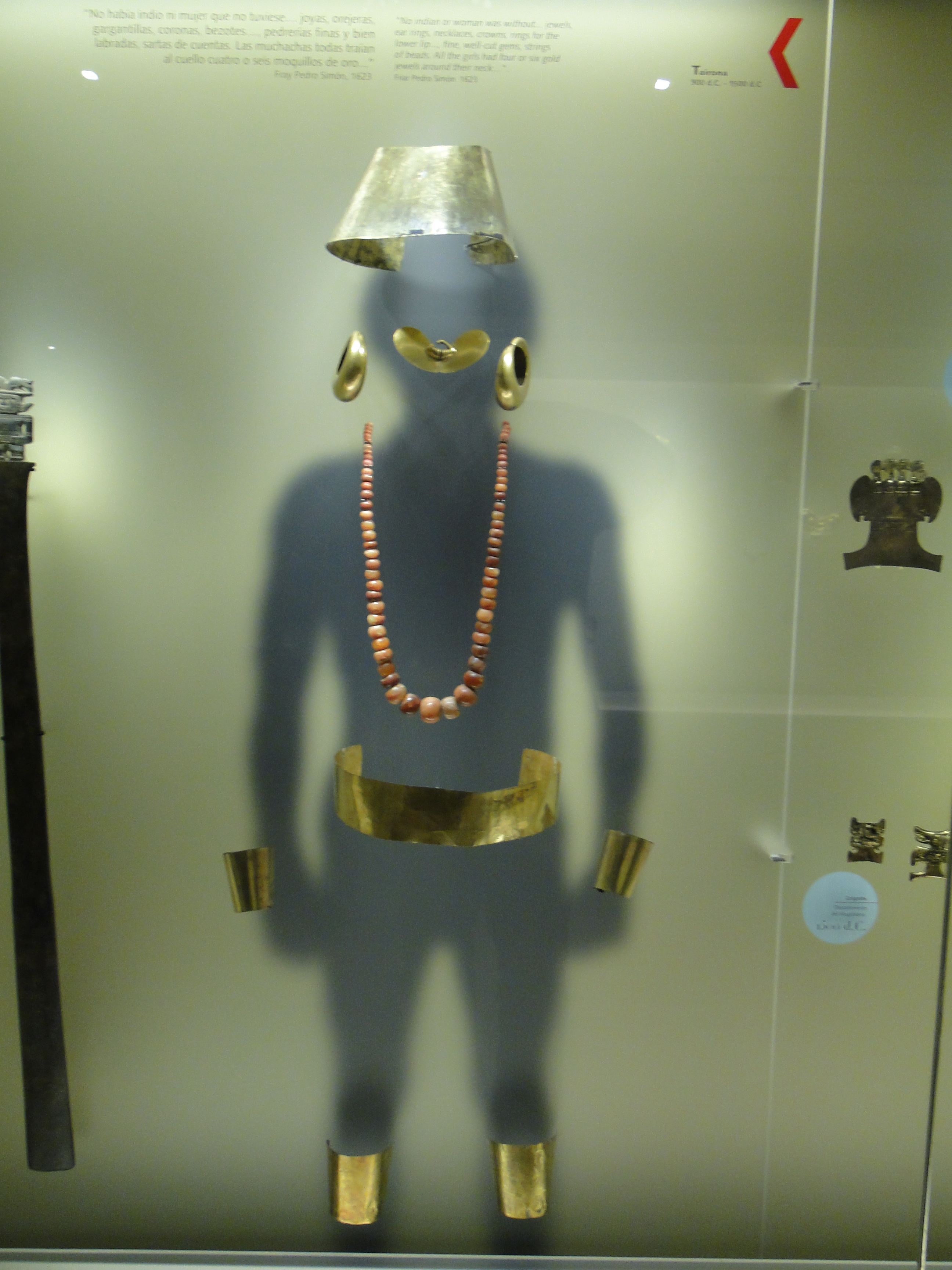
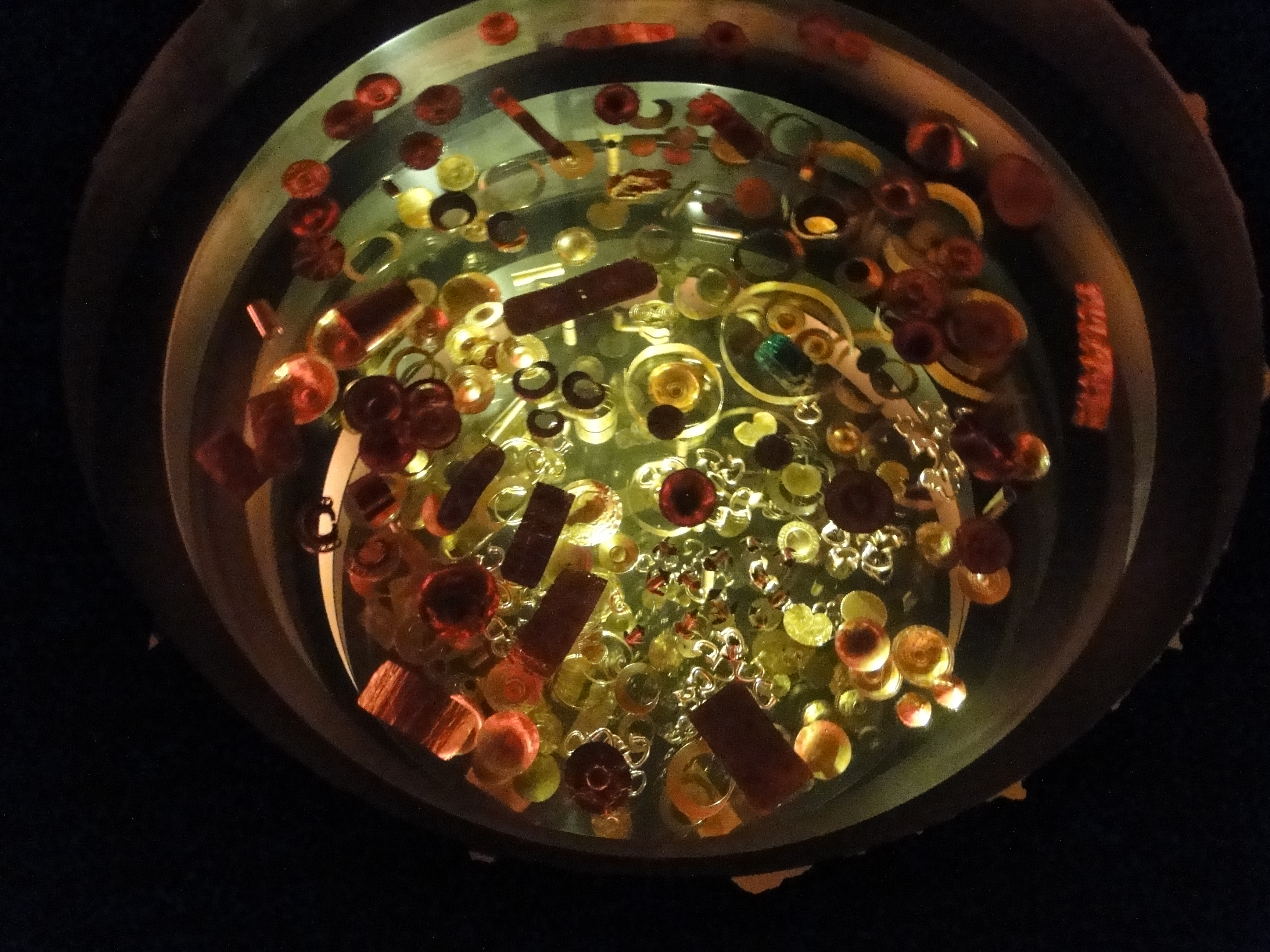
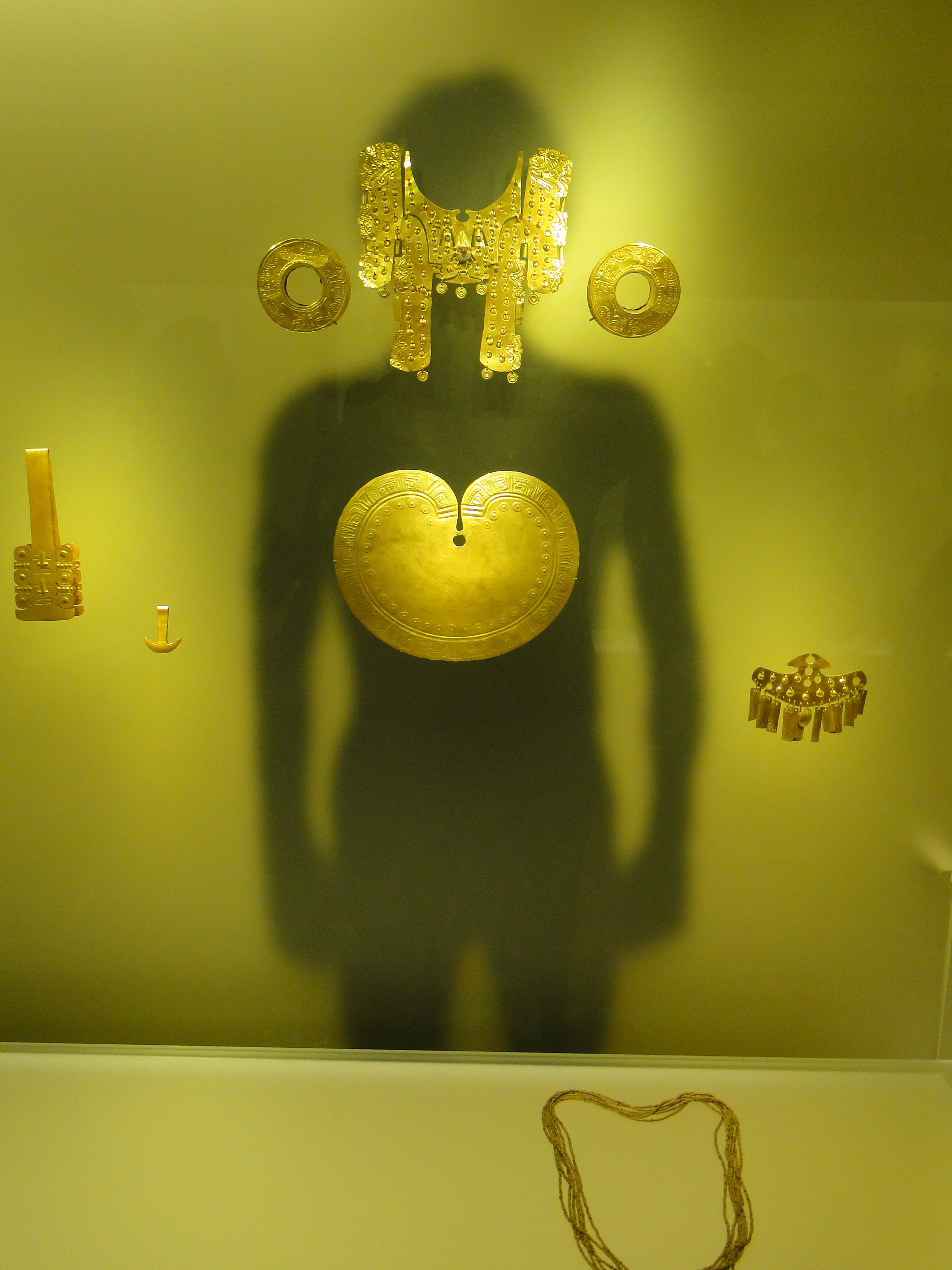
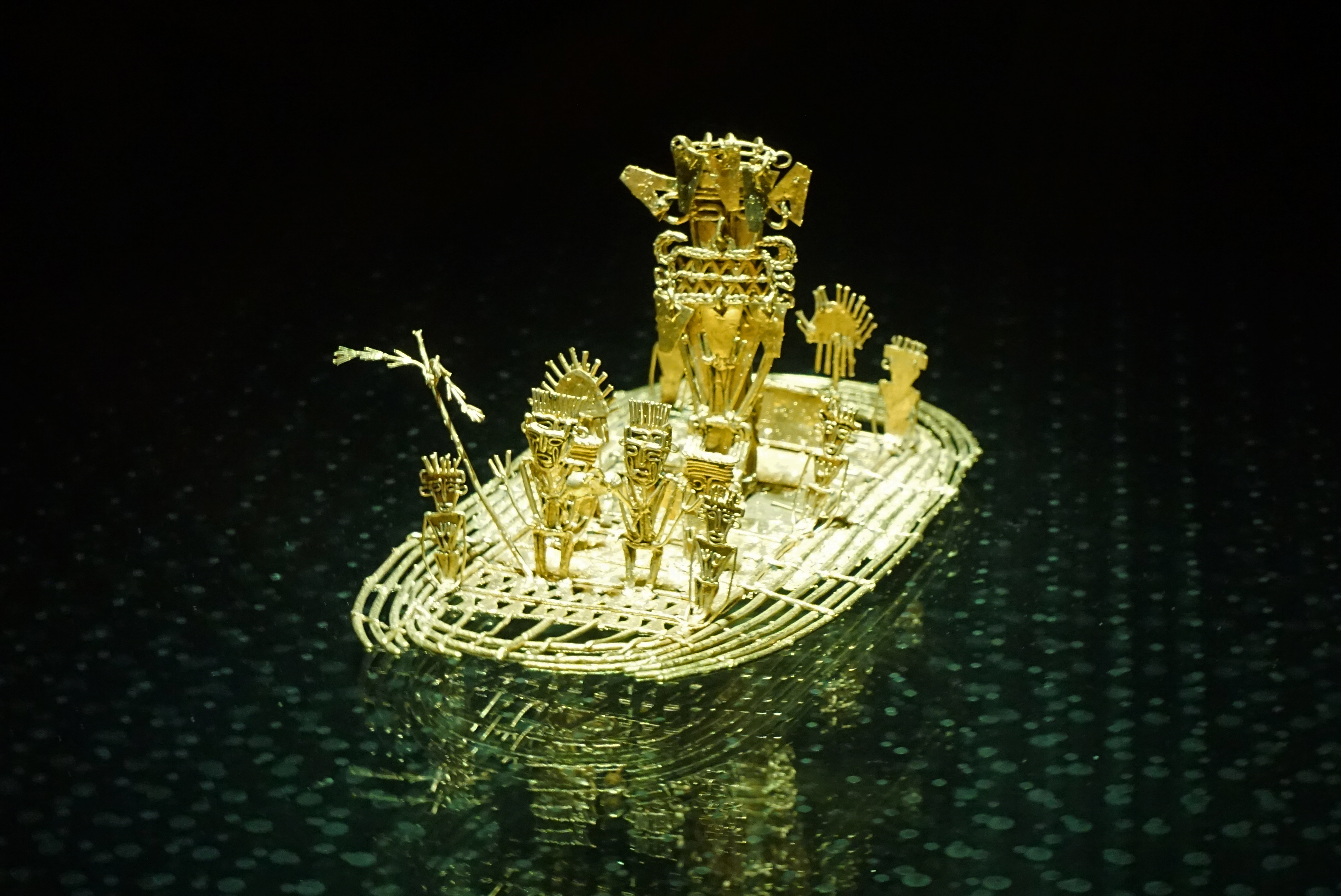
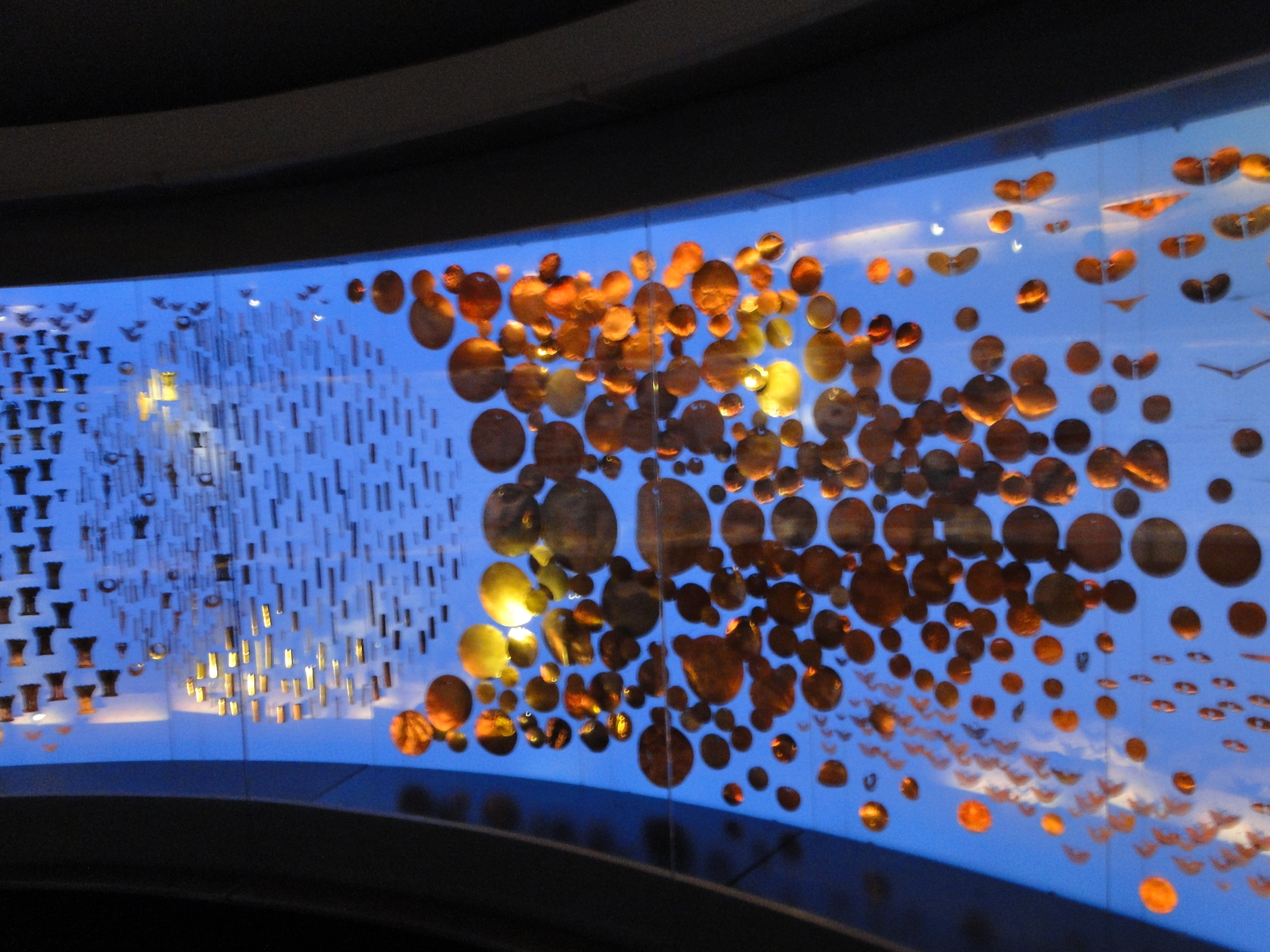